# Phytosciara bistriata
Phytosciara bistriata är en tvåvingeart som först beskrevs av Gabriel Strobl 1880.  Phytosciara bistriata ingår i släktet Phytosciara och familjen sorgmyggor.
Artens utbredningsområde är Österrike. Inga underarter finns listade i Catalogue of Life.